# Aedes grabhami
Aedes grabhami är en tvåvingeart som beskrevs av Berlin 1969. Aedes grabhami ingår i släktet Aedes och familjen stickmyggor.
Artens utbredningsområde är Jamaica. Inga underarter finns listade i Catalogue of Life.